# Ding Meiyuan
Dans ce nom chinois, le nom de famille, Ding , précède le nom personnel.
Pour les articles homonymes, voir Ding.
Ding Meiyuan (chinois simplifié : 丁美媛), née à Jinzhou le 27 février 1979, est une haltérophile chinoise en catégorie super lourds qui a notamment été sacrée championne olympique  à Sydney en 2000.
Elle a à son palmarès deux titres de championne du monde en 1999 et 2003, toujours dans la catégorie des plus de 75 kg.